# Fausto Bertinotti
 (juillet 2025).
Si vous disposez d'ouvrages ou d'articles de référence ou si vous connaissez des sites web de qualité traitant du thème abordé ici, merci de compléter l'article en donnant les références utiles à sa vérifiabilité et en les liant à la section « Notes et références ».
Pour les articles homonymes, voir Bertinotti.
Fausto Bertinotti, né le 22 mars 1940 à Milan, est un homme politique italien, figure de la gauche radicale italienne et président de la Chambre des députés de 2006 à 2008.

## Biographie

### Parcours dans le syndicalisme
Fausto Bertinotti est le fils d'Enrico Bertinotti, ingénieur des chemins de fer.
Après avoir terminé ses études à Milan, le jeune Bertinotti adhère à la Confédération générale italienne du travail (CGIL) , en 1964. En 1972, il rejoint le Parti communiste italien (PCI), au sein duquel il anime la section la plus à gauche du parti, Essere Sindacato.
Syndicaliste actif, Bertinotti n'a de cesse de dénoncer la « classe des patrons », telle qu'il la présente ; cette attitude fruste bien des syndicalistes modérés, dont Sergio Cofferati. Ce dernier le nomme pourtant au secrétariat confédéral, en 1985.
Neuf ans plus tard, il se lance en politique et quitte alors toute fonction syndicale, bien qu'il se dise toujours intéressé par ces questions. Le ministère italien du Travail lui a été proposé par des dirigeants de centre-gauche, mais Bertinotti n'a pas donné suite à ces invitations.

### Figure de la gauche radicale
Membre du Parti socialiste italien (PSI), puis du Parti socialiste italien d'unité prolétarienne (PSIUP), Fausto Bertinotti rejoint finalement les rangs du Parti communiste italien (PCI), s'engageant au côté de Pietro Ingrao, lequel dirigeait la section la plus radicale du parti.
Opposé à la dissolution du PCI, Bertinotti milite un temps au sein du Parti démocrate de la gauche (PDS) successeur du parti communiste historique. Il le quitte en 1993 pour adhérer au Parti de la refondation communiste (PRC). Devenu rapidement une figure charismatique de la formation, il prend le secrétariat du parti en janvier 1994 et assume son désaccord avec la doctrine réformiste du PDS. Quelques semaines plus tard, en mars, il fait son entrée à la Chambre des députés. En juin suivant, il conquiert un siège de député européen, qu'il exerce en parallèle.
Aux élections européennes de juin 2004, il conserve son siège au Parlement européen et, contraint de choisir le mandat qu'il souhaite accomplir, décide de siéger au sein de l'assemblée parlementaire communautaire.
Opposé à l'engagement de l'Italie dans la guerre d'Irak, il déclare cependant, après l'enlèvement de deux travailleuses humanitaires italiennes (it) à Bagdad en septembre 2004, que « Dans ces cas, il y a une urgence du temps et des valeurs qui impose une hiérarchie, un choix. En premier lieu, le sauvatage des bénévoles. La priorité est de négocier, négocier, négocier » et met sa demande de retrait des troupes italiennes en suspens. Par ailleurs, il affirme que, s'il existe bien une résistance légitime en Irak en raison de l'occupation, « elle ne contient pas la solution au problème ». 

### Président de la Chambre des députés

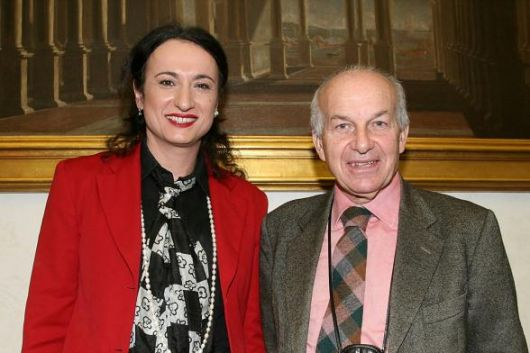
Fausto Bertinotti et Vladimir Luxuria en 2006.

Après les élections générales des 9 et 10 avril 2006, Bertinotti dit présenter sa candidature à la présidence de la Chambre des députés, bien que l'ancien président du Conseil, Massimo D'Alema, ait lui-même déclaré sa candidature à la présidence de la chambre basse. L'équilibre de la nouvelle majorité parlementaire de centre-gauche étant considérablement fragile, car ne reposant que sur quelques sièges de plus que l'opposition de centre-droit, le chef de la nouvelle majorité, Romano Prodi, se déclara favorable à l'élection de Bertinotti, dirigeant d'un parti membre de la coalition. Le 29 avril, au quatrième tour de scrutin, Bertinotti est élu président de la Chambre, par 337 suffrages contre 100 pour D'Alema, sur les 609 électeurs.
Du 8 au 10 mai 2006, Fausto Bertinotti, en sa qualité de président de la Chambre des députés, a présidé le collège des grands électeurs (députés, sénateurs, représentants de régions) réuni pour l'élection du onzième président de la République italienne ; il a, en conséquence, proclamé Giorgio Napolitano élu président de la République et présidé, le 15 mai, la cérémonie d'investiture du chef de l'État élu.

### Retrait de la vie politique
Après l'élection il a cédé la direction du parti à Franco Giordano. Aux élections de 2008, Bertinotti perd son siège de député et annonce son intention de renoncer à tout rôle de leader de premier plan.